# Rainer (Konstabler von Tripolis)
Rainer (lat. Rainerius constabularius, frz. Renier, * vor 1125; † nach 1160) war Konstabler der Grafschaft Tripolis.
Rainers Herkunft ist unbekannt. Er ist 1140 und 1143 als Konstabler von Tripolis urkundlich belegt. Sein Amtsvorgänger war Silvius (1139 belegt), Rainers Amtszeit endete spätestens 1153 – ab jenem Jahr wird Arnold von Crest urkundlich als Konstabler genannt.
Er hatte eine Tochter, die dreimal heiratete:
- Maria  (* um 1160/65; † nach 1228)[3]
  - ⚭ I) um 1180 Balduin von Ibelin († um 1187)
  - ⚭ II) um 1188 Wilhelm von Tiberias († vor 1204)
  - ⚭ III) vor 1204 Gerhard von Ham, Konstabler von Tripolis

Sein Todesdatum ist unbekannt, da seine Tochter in dritter Ehe noch Kinder gebar, wird deren Geburt auf 1160/65 datiert, entsprechend muss Rainer zu deren Zeugung noch gelebt haben.